# Opatów
Opatów (udtale: [ɔˈpatuf]; yiddish: אַפּטאַ, אַפּט, romaniseret: Apt, Apte) er en by i den sydøstlige del af voivodskabet Święty Krzyż i den sydøstlige del af Polen, i den historiske region Lillepolen. Byen har 6.154(2021) indbyggere og et areal på 	9,36 km², og er administrationsby i powiatet Opatów. Opatów ligger blandt bakkerne i Lillepolen højland, ved Opatówka-floden, der deler byen i to.

## Historie
I middelalderen var Opatów en bosættelse ved Opatówka-floden, i et område med skove og søer. Det blev grundlagt som en gord i den tidlige polske stat i slutningen af det 10. eller begyndelsen af det 11. århundrede. Første gang nævnt i 1189, hvor den var residensen for den regionale hersker (kastellan) og en af de største bosættelser i Sandomierz-landet. Den første kirke blev bygget her engang i det 11. århundrede.
I århundreder, indtil Polens delinger, var Opatów et vigtigt regionalt centrum i Lillepolen. Under en invasion af Tartarer (1502) blev byen ødelagt. I 1514 blev det overført til Krzysztof Szydłowiecki, som restaurerede den, med en forsvarsmur, byggede et slot og kontorer til den lokale regering og forbedrede vandforsyningen til beboerne. Opatów havde to årlige messer og to markedsdage om ugen. Det var en privat by, administrativt beliggende i powiatet Sandomierz i Sandomierz voivodskab i Provinsen Lillepolen i Kongeriget Polens krone.